# Ardisia porosa
Ardisia porosa är en viveväxtart som beskrevs av C. B. Cl. Ardisia porosa ingår i släktet Ardisia och familjen viveväxter. Inga underarter finns listade i Catalogue of Life.